# Прапор Шетландських островів
Нинішнім прапором Шетландських островів є білий скандинавський хрест на блакитному фоні. Прапор був розроблений в 1969 р. засновником острівного відділення Шотландської національної партії Ройем Греннебергом спільно з Білом Адамсом, напередодні 500-річчя передачі островів від Норвегії Шотландії.
За задумом авторів, прапор Шетландських островів повинен зображати той факт, що впродовж п'яти століть острови були частиною Норвегії, а потім ще стільки ж частиною Шотландії.
З цієї причини кольори прапора повністю відповідають кольорам прапора Шотландії, а композиція повторює прапор Норвегії.
У 1975 році Греннеберг запропонував свій варіант місцевій раді, проте місцеві депутати не підтримали ідею. У 1985 на спеціальному референдумі більшість жителів островів також проголосували проти проєкту прапора. І лише в 2005 році, цей прапор був офіційно затверджений спеціальним органом з геральдики Шотландії.